# 52e division de réserve (Empire allemand)
Pour les articles homonymes, voir 52e division.
La 52e division de réserve est une unité de l'armée allemande qui participe à la Première Guerre mondiale.

## Première Guerre mondiale

### Composition

#### Composition à la mobilisation - 1916
- 103e brigade d'infanterie de réserve

237e régiment d'infanterie de réserve
238e régiment d'infanterie de réserve
- 104e brigade d'infanterie de réserve

239e régiment d'infanterie de réserve
240e régiment d'infanterie de réserve
- 24e bataillon de jäger de réserve
- 52e détachement de cavalerie de réserve
- 52e régiment d'artillerie de campagne de réserve (9 batteries)
- 52e compagnie de pionniers de réserve

#### 1917
- 104e brigade d'infanterie de réserve

238e régiment d'infanterie de réserve
239e régiment d'infanterie de réserve
240e régiment d'infanterie de réserve
- 52e détachement de cavalerie de réserve
- 69e commandement d'artillerie divisionnaire

52e régiment d'artillerie de campagne de réserve (9 batteries)
- 253e bataillon de pionniers

#### 1918
- 104e brigade d'infanterie de réserve

238e régiment d'infanterie de réserve
239e régiment d'infanterie de réserve
240e régiment d'infanterie de réserve
- 52e détachement de cavalerie de réserve
- 69e commandement d'artillerie divisionnaire

52e régiment d'artillerie de campagne de réserve (9 batteries)
51e bataillon d'artillerie à pied
- 253e bataillon de pionniers

### Historique
Au déclenchement du conflit, la 52e division de réserve forme avec la 51e division de réserve le 26e corps de réserve.

## Chefs de corps
| Grade           | Nom               | Date                                 |
| --------------- | ----------------- | ------------------------------------ |
| Generalleutnant | Emil Waldorf (de) | 10 septembre 1914 - 12 décembre 1918 |